# Жало (тварин)

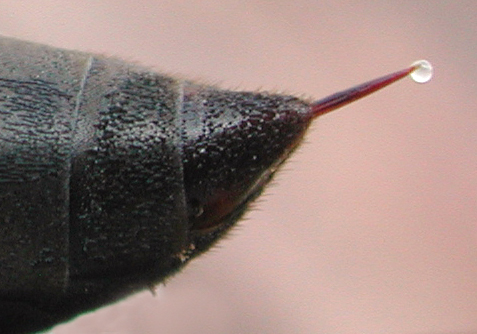
Черевце оси із висунутим жалом. На кінчику жала — крапля отрути

Жа́ло́ — орган нападу і захисту у деяких тварин, головним чином членистоногих для уведення рідкої отрути або пекучої речовини в тіло інших тварин.

## Будова і функціонування
Форма жала, як правило, пряма, конусоподібна, інколи загнута у вигляді гачка (скорпіони). На бічних поверхнях жала можуть бути зазублини. Всередині жала є канал для стікання рідини. При основі жало з'єднане із залозами черевця, що виробляють отруту. Звичайно, жало розташоване на задньому кінці тіла. У спокої воно може бути видно зовні, але частіше цілком знаходиться всередині черевця, а назовні стирчить лише його кінчик.

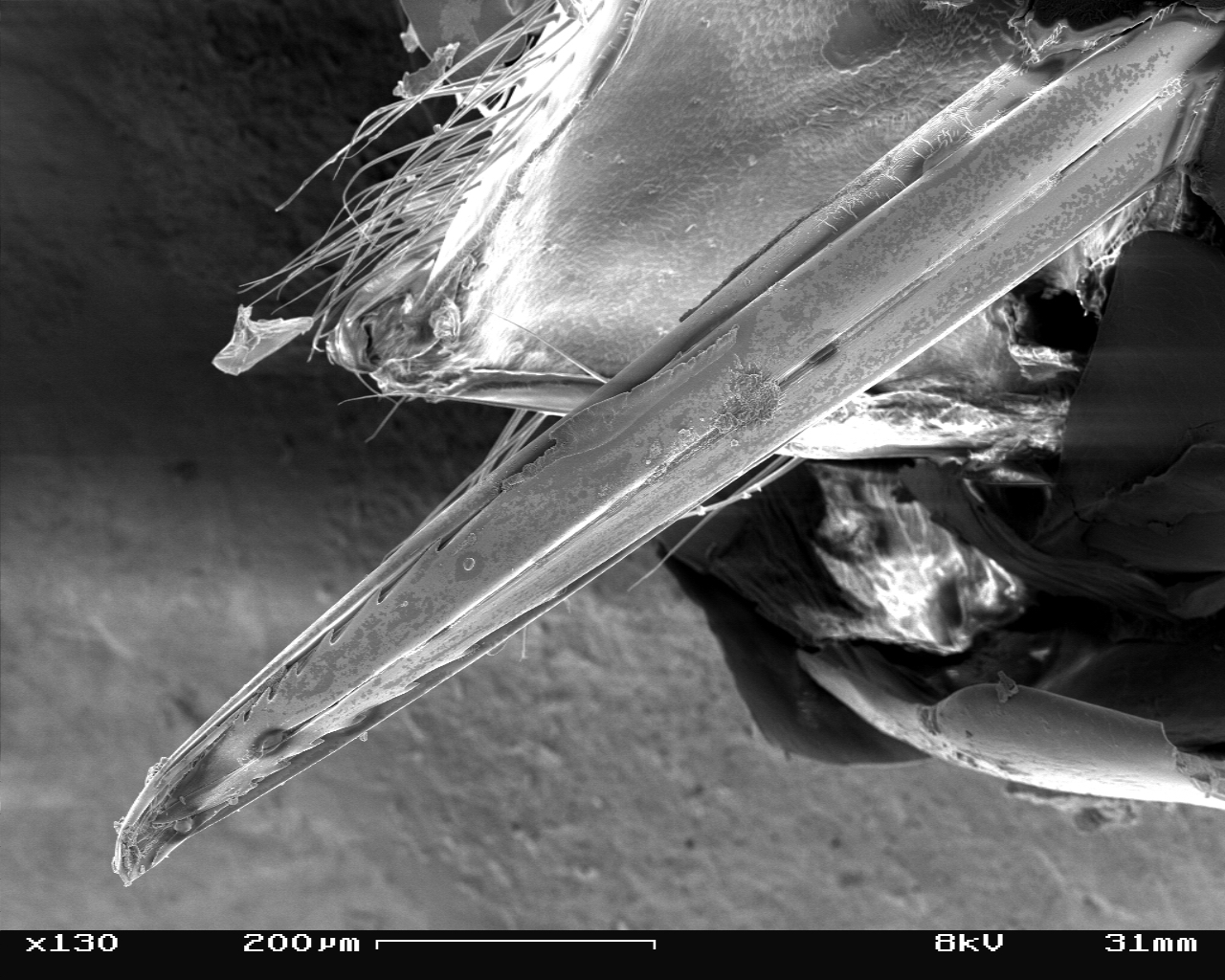
Жало звичайної чорно-жовтої оси Vespula vulgaris при його скануванні у електронному мікроскопі. Як бачите, воно має біля вершини дрібнесенькі зазублини, але вони не заважають осі швидко витягти жало. При цьому вони ще й роздирають ранку, підсилюючи ефект отрути

Коли тварина жалить, вона різко встромлює жало у тіло ворога або здобичі, і воно пробиває покриви жертви. З отруйних залоз у ранку виливається токсична речовина. Після цього жало повертається туди, де воно знаходилося у стані спокою, або відривається і лишається у ранці. Роботу жала забезпечує досить складний м'язовий апарат і тиск внутрішньої рідини — гемолімфи.
У них в ході еволюції перетинчастокрилих на жало перетворився видозмінений яйцеклад. Жало зберігає усі його типові структури, хоча вони, у зв'язку з новими функціями, зазнали певних змін.
Жало відрізняється від інших захисних структур живих істот. Наприклад, дія зубів спирається на кістковий апарат щелеп, голки їжака, жалкі волоски кропиви та колючки інших рослин забезпечують лише пасивний захист. «Летючі» голки їжатців вражають ворога на відстані й лише механічно. До того ж вони «одноразові», так само як і жалкі клітини тварин типу Жалкі. Принципову схожість жало має з отруйними шипами. Вони є у качкодзьоба, у скатів-хвостоколів. Звісно, жало і ці шипи різні за походженням, їх можна вважати аналогічними органами.

## Жало перетинчастокрилих
Власників жала найбільше серед комах ряду перетинчатокрилі. Його мають всі представники інфраряду Aculeata — бджоли, оси, джмелі мурашки та інші. Відкладання яйця у них відбувається крізь статевий отвір при основі колишнього яйцеклада — адже його довгий канал став задіяним для виведення отруйної рідини. Коротеньке стебельце («талія»), яке з'єднує у них груди й черевце, різко підвищує рухливість останнього. Це дозволяє урізноманітнити оперування жалом. Коли жалить медоносна бджола, жало входить у субстрат окремими рухами трьох стулок, і кожен такий «крок» викликає вилив нової порції отрути.

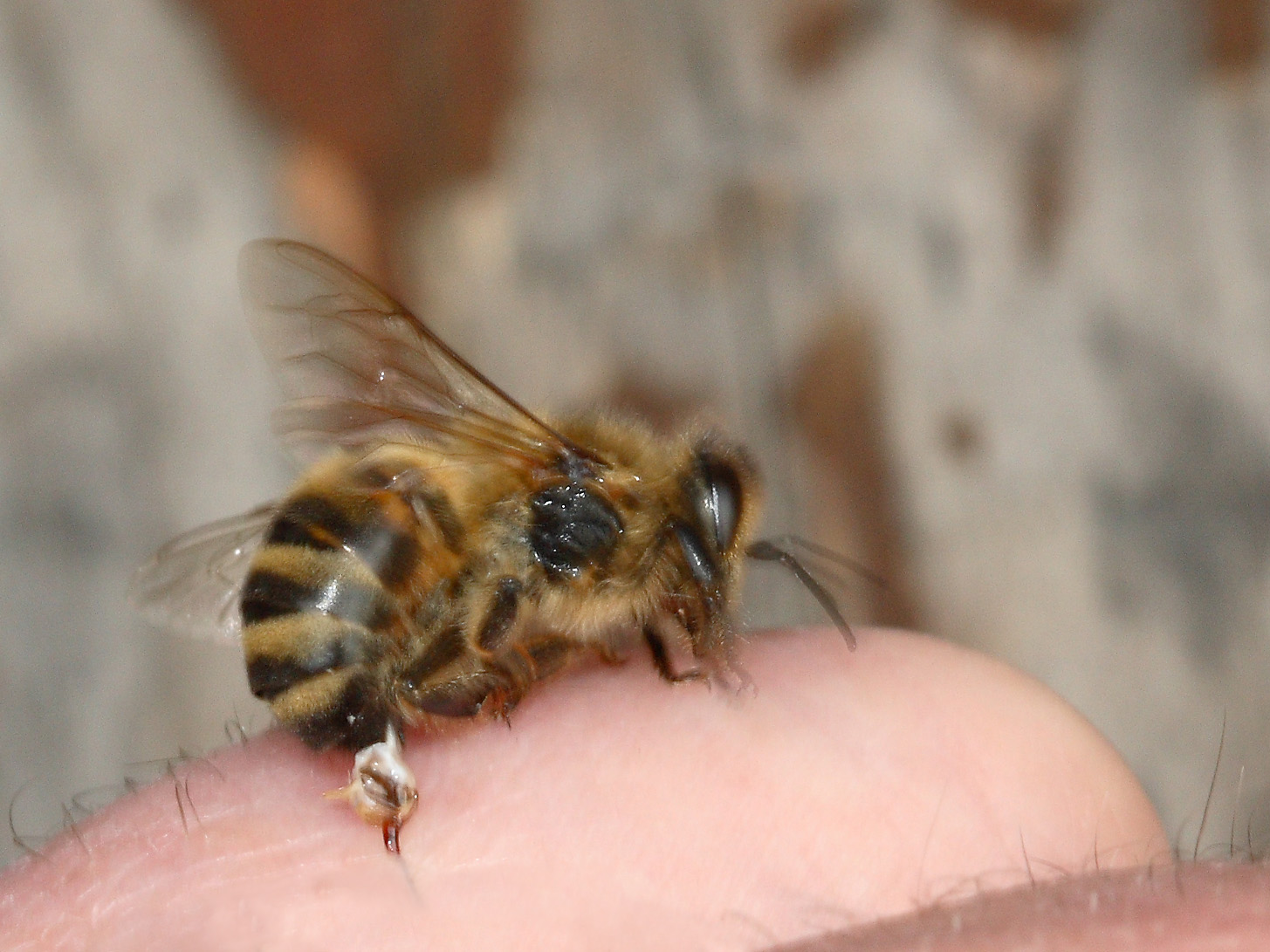
Медоносна бджола ужалила людину. Жало застрягло у шкірі й вирвалося із її черевця разом з супутніми структурами (на фото вони мають вигляд білого клаптика біля жала). Бджола мертва, але у тіло людини ще впорскуються порції отрути

У медоносних бджіл жало вкрите зазублинами. Через це, коли бджола встромить його в еластичну шкіру хребетних тварин або людини та злітає, воно відривається від її тіла і застряє у ранці. Разом з ним вириваються з черевця отруйні залози, нервовий вузол, фрагменти м'язів тощо. Цей «додаток» рефлекторно продовжує працювати декілька хвилин, впорскуючи у ранку нові порції отрути. Бджола ж, ужаливши, гине. Оскільки робочих бджіл у родині багато і вони безплідні, втрата декількох десятків їх не настільки катастрофічна, як руйнація цілого гнізда, скажімо, ведмедем. Якщо ж бджола жалить іншу комаху (наприклад, метелика мертва голова, ласого до меду), то тверді хітинові покриви метелика проламуються, і бджола легко витягає жало назад і може жалити знову й знову. Є жало і в бджолиної матки, але самці (трутні) його не мають: адже вони не мали і яйцекладу.
Оси за допомогою жала не лише захищають себе і гніздо, а й здобувають їжу для личинок — паралізують жуків, павуків, гусениць, коників тощо. Тому жало ос гладеньке. Це дозволяє їм використовувати його скільки завгодно разів. Таким чином, жало допомагає швидко здолати опір жертви — отрута паралізує її рухи, лишаючи її саму живою.

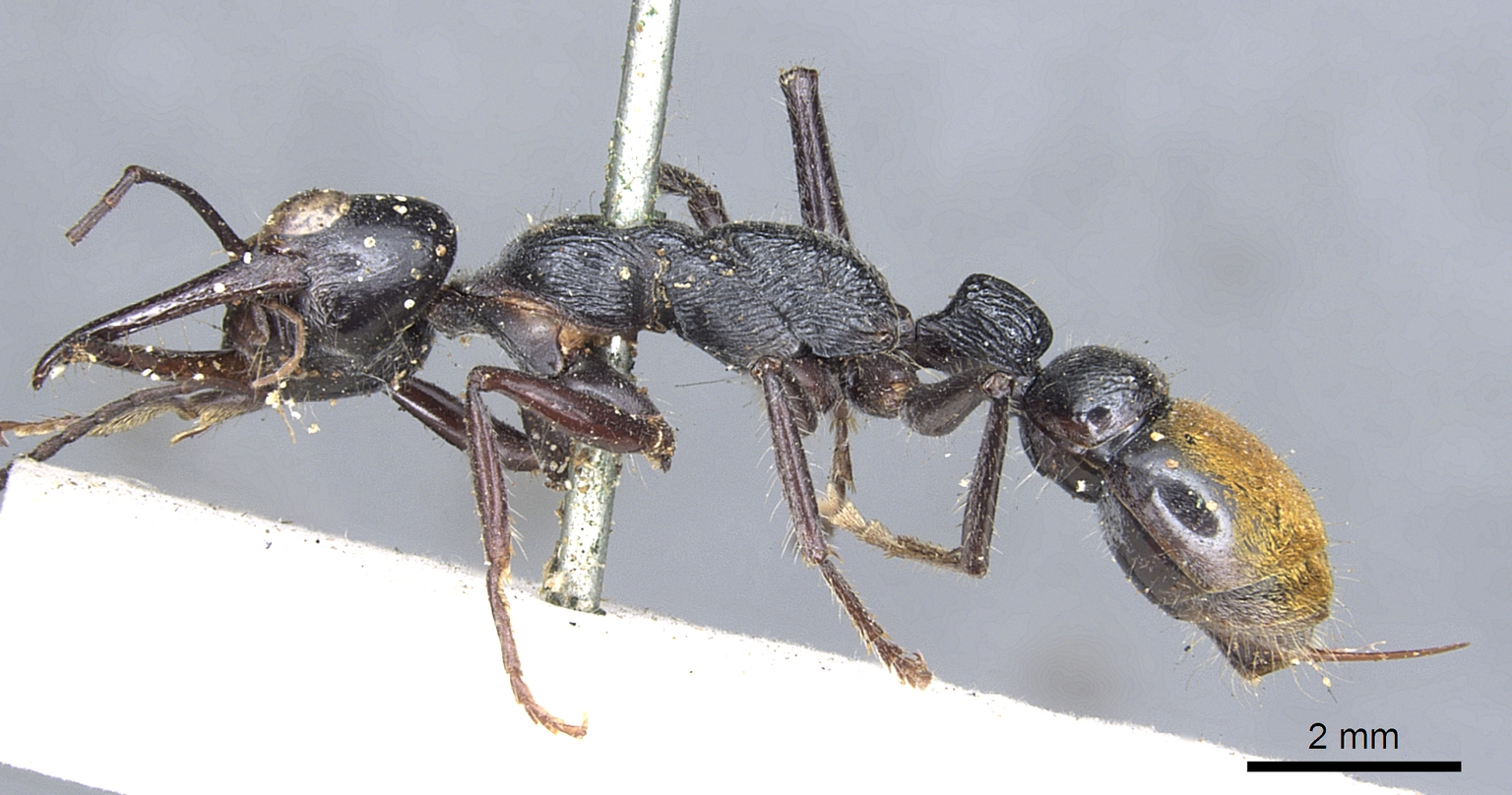
Жало мають і деякі мурашки, наприклад, оцей австралійський вид Myrmecia mandibularis (на фото колекційний екземпляр на ентомологічній шпильці)

У багатьох бджіл та ос з жалом пов'язані дві окремі отруйні залози. У кожній утворюється певна, досить нейтральна речовина. Коли ж вони змішуються, одночасно виливаючись крізь жало, ця суміш дає потужну реакцію.

## Жало інших тварин

Скорпіон Maurus palmatus у позі загрози. В таких випадках скорпіони підносять угору задню частину черевця («хвіст») і гойдають жалом туди-сюди, аби акцентувати на ньому увагу. Ізраїль, 2006

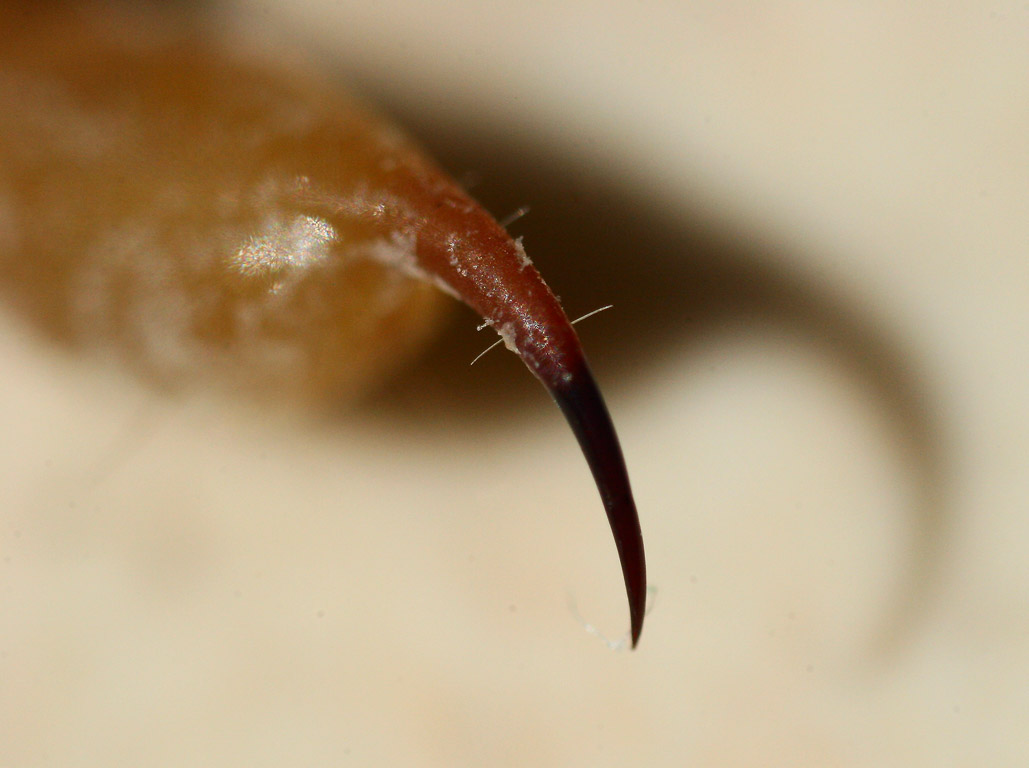
Жало скорпіонів має вигляд гачкуватої голки на останньому роздутому членику черевця

У скорпіонів теж є жало, але воно не є видозміненим яйцекладом: його вони, ймовірно, ніколи не мали. У них останній членик черевця на вершині витягнутий і загострений, а сам членик роздутий. В ньому знаходиться два мішечки отруйних залоз, а на кінчику жала — два отвори для виведення отрути. Скорпіон регулює кількість отрути, яку випускає назовні. Звичайно скорпіон її «економить» і може вдарити ворога лише жалом, не впорскуючи отрути, аби не лишитись беззахисним. Вона стає йому у пригоді, коли треба боронитись від якоїсь великої тварини (їжак, лисиця). Їстівну ж здобич він намагається добути за допомогою клешень і ротового апарату. У деяких видів скорпіонів жало важливе під час парування — по його формі самиця розпізнає самців свого виду..

## Жало у культурі
- У Давній Персії виник міф про Мантикору — чудовисько із тулубом лева, обличчям людини та хвостом скорпіона із жалом. У 2005 році знято американський фантастичний бойовик, де хвацькі вояки США знешкоджують цього монстра, який вбиває людей. Ще один фільм — «Жало скорпіона» (США, 2001) розповідає про рятування людей від скорпіонів-мутантів, які опинилися на борту авіалайнера.
- Англійське дієслово sting — «жалити» узяв собі як сценічне ім'я рок-музикант та актор Стінг.
- У повсякденному житті люди часто-густо плутають два поняття — жалити та вкусити. Певна річ, жалити може лише істота, що має жало, а вкусити можна тільки зубами, щелепами. З точки зору біолога, називати жалом тонесенький роздвоєний язік змії — помилка. Тож, змія, комар, павук — кусають, а бджола — не кусає, а жалить. Попри це, термін «жалити» прижився для позначення опіків від кропиви, медуз, коралових поліпів тощо. Жалом називають також загострений край інструментів (рубанка, коси, паяльника, викрутки, рибальського гачка)[7].
- Англійська назва жала — stinger — стала маркою відомої зброї для збиття гелікоптерів та літаків.